# Joe Naufahu
Joe Naufahu (* 25. Januar 1978 in Ōtāhuhu, Neuseeland als Joseph Stalin Pereira Naufahu) ist ein neuseeländischer Schauspieler und ehemaliger Rugbyspieler tongaisch-samoischer Abstammung.

## Leben und Karriere
Joe Naufahu besuchte die Auckland Grammar School in seiner neuseeländischen Heimat. Seine Wurzeln liegen weit verstreut, so stammen seine Großeltern aus Tonga, Samoa, Portugal und Deutschland. Sein Bruder ist der Schauspieler und Regisseur Rene Naufahu, seine Cousine die Fußballspielerin Jasmine Pereira.
Als Rugbyspieler gehörte Naufahu in seiner Jugend verschiedenen U-Nationalmannschaften an und spielte u. a. für die Crusaders aus dem englischen Canterbury und für Southland Rugby. Bevorzugt wurde er auf der Position des Center eingesetzt. Auf Vereinsebene spielte er zwischen 2002 und 2004 für die Leicester Tigers und die Glasgow Warriors, zwischenzeitlich auch für die Amateurteams Stirling County RFC und Glasgow Hutchesons Alyosians RFC, nachdem er sich eine Knieverletzung zuzog.
Aufgrund der Verletzung musste er letztendlich auch seine Karriere beenden und widmete sich, nach nur 13 Profieinsätzen, der Schauspielerei. 1997 war er bereits einmal in einem Film zu sehen, nämlich in Der ganze Mond. Seit 2005 tritt er häufiger in Film und Fernsehen auf, darunter Power Rangers oder Spartacus, in der er die Rolle des Liscus spielte. Von 2009 bis 2012 war er wiederkehrend in der Serie Go Girls zu sehen. 2016 übernahm er in der HBO-Serie Game of Thrones die Rolle des Dothraki Khal Moro.

## Filmografie (Auswahl)
- 1997: Der ganze Mond (The Whole of the Moon)
- 2005: The Market (Fernsehserie, 1 Episode)
- 2009: Power Rangers R.P.M. (Fernsehserie, 1 Episode)
- 2009–2012: Go Girls (Fernsehserie, 22 Episoden)
- 2010: Matariki
- 2012: Spartacus (Fernsehserie, 4 Episoden)
- 2012–2013: Auckland Daze (Fernsehserie, 2 Episoden)
- 2014: The Kick (Fernsehfilm)
- 2014: The Last Saint
- 2016: Game of Thrones (Fernsehserie, 3 Episoden)
- 2017: Ghost in the Shell
- 2017: Stand Up Girl (Fernsehserie, 6 Episoden)
- 2017: Cowboy Drifter
- 2019: Enemy Within
- 2019: Jonah (Miniserie, 2 Episoden)
- 2020: Head High (Fernsehserie, 5 Episoden)